# Гусаков, Виктор Никанорович
Виктор Никанорович Гусаков (1 ноября 1911, Москва — после 1989) — советский инженер-строитель. Лауреат Ленинской премии (1962). Доктор технических наук (1980).

## Биография
Виктор Гусаков родился в Москве 1 ноября 1911 года. В 1935 году окончил Московский институт инженеров коммунального строительства.
После начала Великой Отечественной войны бы призван в Красную армию. Служил в Отдельном Управлении военно-полевого строительства № 54 Народного комиссариата жилищного строительства РСФСР.
В 1953 году защитил диссертацию на степень кандидата технических наук на тему «Исследование распределения усилий взаимодействия каркаса и сплошного заполнения в поперечных стенах многоэтажных зданий при горизонтальной нагрузке». Старший научный сотрудник (1960), член Союза архитекторов СССР (1960). В 1980 году защитил докторскую диссертацию на тему «Исследование и разработка методов расчета по деформациям и несущей способности изгибаемых и внецентренно сжатых железобетонных элементов конструкций из плотного силикатного бетона при статических нагрузка».
Начал трудовую деятельность в 1928 году. Работал в строительстве, проектных и научно-исследовательских учреждениях. С 1957 года — руководитель лаборатории Всесоюзного научно-исследовательского института новых строительных материалов Академии строительства и архитектуры СССР.

## Награды и премии
- Ленинская премия (1962) — за разработку и внедрение в строительство сборных деталей и конструкций из силикатного (бесцементного) бетона[2]
- Орден Красной Звезды (1944)[3]
- Медаль «За победу над Германией в Великой Отечественной войне 1941—1945 гг.»[3]
- Медаль «За оборону Советского Заполярья»[3]

## Сочинения
- Расчет армированных конструкций из тяжелого силикатного бетона. — Москва: Стройиздат, 1967. — 156 с.